# Граница Варшамова — Гилберта
Граница Варша́мова — Ги́лберта — неравенство, определяющее предельные значения для параметров кодов (не обязательно линейных), полученное независимо Эдгаром Гилбертом и Ромом Варшамовым. Иногда употребляется название неравенство Гилберта — Шеннона — Варшамова, а в иноязычной научной литературе — неравенство Гилберта — Варшамова.

## Формулировка
Пусть
{\displaystyle A_{q}(n,\;d)}
обозначает максимально возможную мощность {\displaystyle q}-чного кода {\displaystyle C} длины {\displaystyle n} и расстояния Хэмминга {\displaystyle d} ({\displaystyle q}-чным кодом является код с символами из поля {\displaystyle \mathbb {F} _{q}}, состоящего из {\displaystyle q} элементов).
Тогда
{\displaystyle A_{q}(n,\;d)\geqslant {\frac {q^{n}}{\displaystyle \sum \limits _{j=0}^{d-1}\displaystyle {\binom {n}{j}}(q-1)^{j}}}.}
Когда {\displaystyle q} является степенью простого числа, можно упростить неравенство до {\displaystyle A_{q}(n,\;d)\geqslant q^{k}}, где {\displaystyle k} — наибольшее целое число, для которого {\displaystyle \displaystyle A_{q}(n,\;d)\geqslant \displaystyle {\frac {q^{n}}{\displaystyle \sum \limits _{j=0}^{d-2}\displaystyle {\binom {n-1}{j}}(q-1)^{j}}}}.

## Доказательство
Пусть {\displaystyle C} — код максимальной мощности при длине {\displaystyle n} и расстоянии Хэмминга {\displaystyle d} :
{\displaystyle |C|=A_{q}(n,\;d).}
Тогда для любого {\displaystyle x\in \mathbb {F} _{q}^{n}} существует по крайней мере одно кодовое слово {\displaystyle c_{x}\in C}, так что расстояние Хэмминга {\displaystyle d(x,\;c_{x})} между {\displaystyle x} и {\displaystyle c_{x}} удовлетворяет
{\displaystyle d(x,\;c_{x})\leqslant d-1,}
потому как в противном случае мы могли бы расширить код с помощью слова {\displaystyle x}, оставив расстояние Хэмминга {\displaystyle d} неизменным, что противоречит предположению относительно максимальной мощности {\displaystyle |C|}.
Поэтому поле {\displaystyle \mathbb {F} _{q}^{n}} можно упаковать объединением множеств всех сфер радиуса {\displaystyle d-1} с центром в {\displaystyle c\in C}:
{\displaystyle \mathbb {F} _{q}^{n}=\bigcup _{c\in C}B(c,\;d-1).}
Объём каждого шара
{\displaystyle \sum _{j=0}^{d-1}{\binom {n}{j}}(q-1)^{j},}
потому что мы можем позволить (или выбрать) не более чем {\displaystyle (d-1)}-му из {\displaystyle n} компонентов кодового слова принять одно из {\displaystyle (q-1)} других возможных значений. Поэтому верно следующее неравенство
{\displaystyle |\mathbb {F} _{q}^{n}|=\left|\bigcup _{c\in C}B(c,\;d-1)\right|\leqslant \sum _{c\in C}|B(c,\;d-1)|=|C|\sum _{j=0}^{d-1}{\binom {n}{j}}(q-1)^{j}.}
То есть
{\displaystyle A_{q}(n,\;d)\geqslant {\frac {q^{n}}{\sum \limits _{j=0}^{d-1}\displaystyle {\binom {n}{j}}(q-1)^{j}}}}
(подставив {\displaystyle |\mathbb {F} _{q}^{n}|=q^{n}}).